# Thánh đạo
Thánh đạo (zh. 聖道, sa. ārya-mārga, pi. ariya-magga) là Đạo xuất thế, con đường xuất thế bao gồm bốn cấp bậc. Mỗi cấp lại được phân biệt là: Thánh nhân (sa. ārya-pudgala) đi trên đạo và Thánh quả (sa. phala) của đạo đó. Bốn cấp của đạo xuất thế là: 
1. Dự lưu (sa. śrotāpana), người mới nhập dòng;
2. Nhất lai (sa. sakṛḍāgāmin), người tái sinh trở lại thế gian này một lần nữa;
3. Bất hoàn (sa. anāgāmin), người không bao giờ trở lại thế gian này nữa; và
4. A-la-hán (sa. arhat).